# Іньчжень
Іньчже́нь (маньчж.: Injen; кит.: 胤禛, Yìnzhēn; 13 грудня 1678 — 8 жовтня 1735) — імператор династії Цін (27 грудня 1722 — 8 жовтня 1735). Представник маньчжурського роду Айсін Ґьоро. Четвертий син Сюаньє. Провів реформування державного устрою та податкової системи з метою посилення імператорської влади. Відзначався деспотичними методами управління. Вів боротьбу проти християнства.
У 1729 заснував Відомство військових таємниць.
У 1723-1724 підкорив Цінхай та Тибет.
Девіз правління — Юнчжен.

## Імена
- Посмертне ім'я — Імператор Сянь.
- Храмове ім'я — Шицзун (кит. трад.: 世宗; піньїнь: Shìzōng.
- Інше ім'я, що походить від девізу правління, — Імпера́тор Юнчже́н.